# C20orf173
C20orf173 (англ. Chromosome 20 open reading frame 173) – білок, який кодується однойменним геном, розташованим у людей на довгому плечі 20-ї хромосоми. Довжина поліпептидного ланцюга білка становить 149 амінокислот, а молекулярна маса — 16 552.
| 10         |  | 20         |  | 30         |  | 40         |  | 50         |
| ---------- |  | ---------- |  | ---------- |  | ---------- |  | ---------- |
| MLSGPHPSPT |  | FRPNPCPWPC |  | LHSLWMEISP |  | TQLCFLSPGP |  | SPQSPSCCFQ |
| GMNSGSELGK |  | LWRKLFKGIP |  | RLSVSHFDFY |  | CGTCVLLGRP |  | QIPQGSSLGN |
| DIDQYPVVFR |  | NASDQGSWMQ |  | LEMLLRKLSD |  | LVWTSDALSD |  | KILEDGLVP  |

A: Аланін

C: Цистеїн

D: Аспарагінова кислота

E: Глутамінова кислота

F: Фенілаланін

G: Гліцин

H: Гістидин

I: Ізолейцин

K: Лізин

L: Лейцин

M: Метіонін

N: Аспарагін

P: Пролін

Q: Глутамін

R: Аргінін

S: Серин

T: Треонін

V: Валін

W: Триптофан

Задіяний у такому біологічному процесі, як альтернативний сплайсинг. 